# Тимковский, Александр Иванович
Александр Иванович Тимковский (1804—1880) — генерал-лейтенант в отставке, участник подавления Польского восстания 1830—1831 гг.

## Биография
Родился 12 (24) января 1804 года в Санкт-Петербурге — сын цензора и директора гимназий и училищ Санкт-Петербургской губернии действительного тайного советника Ивана Осиповича Тимковского.
В 1822 году поступил унтер-офицером в Кавалергардский полк, в котором 1 января 1825 года произведён в корнеты. 
В 1831 году Тимковский участвовал в усмирении польского восстания и был в сражениях с поляками при Желтках, Остроленке, Старом Якаце и при штурме Варшавы.
В 1832 году произведён в штабс-ротмистры и в следующем году перевёлся майором в Новгородский кирасирский полк, а через два года — в Малороссийский кирасирский, в 1836 году произведён в подполковники.
Произведённый в 1845 году за отличие в полковники Tимковский перевёлся в 1846 году в Белгородский уланский полк и через два года назначен его командиром. 26 ноября 1848 года за беспорочную выслугу 25 лет в офицерских чинах награждён орденом Св. Георгия 4-й степени (№ 7957 по кавалерскому списку Григоровича — Степанова).
В 1853 году был произведён в генерал-майоры, в 1857 — зачислен в запасные войска, а в 1861 году произведён в генерал-лейтенанты с увольнением от службы с мундиром и пенсией полного содержания.
Скончался 11 (23) июля 1880 года в Санкт-Петербурге, похоронен на кладбище Новодевичьего монастыря.
Братья А. И. Тимковского, Владимир, Павел и Платон, также служили в русской императорской армии, причём Владимир (?—1865) и Павел (1803—1875)) также были кавалерами ордена Св. Георгия 4-й степени; оба были похоронены на Большеохтинском кладбище.